# Selevk IV. Filopator
Selevk IV. Filopator (grško starogrško Σέλευκος Δ΄ Φιλοπάτωρ, Séleukos D΄ Filopátor) je bil od leta 187 do 175 pr. n. št. vladar helenističnega Selevkidskega cesarstva, ki je obsegalo Sirijo s Kilikijo in Judejo, Mezopotamijo in Babilonijo in del Irana (Medija in Perzija), * okoli 218 pr. n. št., † 3. september 175 pr. n. št.

## Vladanje
Selevk je bil drugi sin in naslednik Antioha III. Velikega in Laodike III. Poročil se je s svojo sestro Laodiko IV., s katero je imel tri otroke: sinova Antioha in Demetrija I. Soterja in hčerko Laodiko V. Oče ga je izbral za svojega sovladarja, po njegovi smrti leta 187 pr. n. št. pa je postal samostojen vladar.
Finančna stiska, ki je bila v veliki meri posledica velike vojne odškodnine, ki jo je moral plačati Rimu po Apamejskem sporazumu, mu je preprečila uresničiti ambiciozne načrte. V prizadevanjih, da bi zbral denar za plačilo Rimljanom, je v Jeruzalem poslal svojega ministra Heliodorja, da bi zasegel zakladnico judovskih templjev.
Heliodor je po povratku iz Jeruzalema umoril Selevka in na prestol posadil Slevkovega mlajšega sina Antioha. Zakoniti naslednik, starejši sin Demetrij, je ostal talec v Rimu. Oblast v kraljestvu je prevzel Selevkov mlajši brat Antioh IV. Epifan. Slednji je osvobodil aretiranega Heliodorja in z Antiohom mlajšim kot sovladarjem vladal do leta 170 pr. n. št., ko ga je moril.